# Mel Gibson

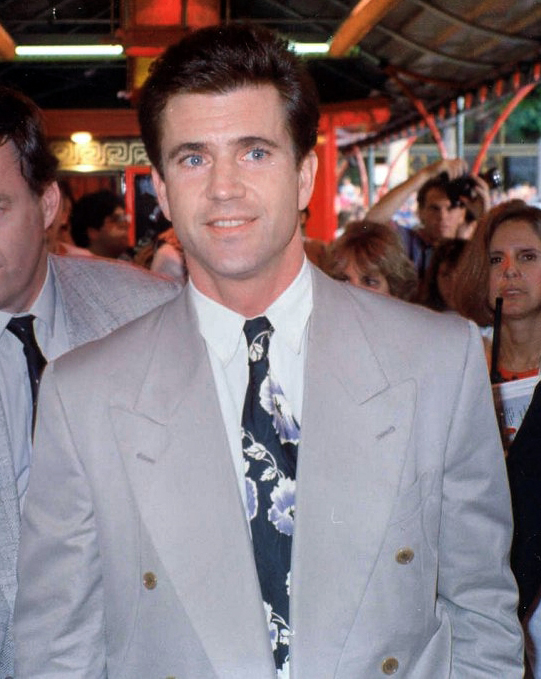
Mel Gibson a l'estrena d'Air America el 1990

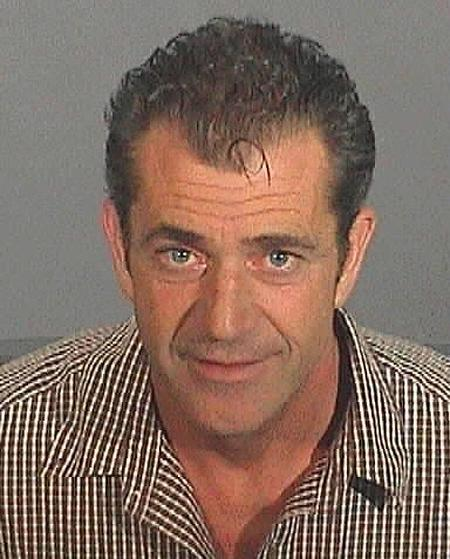
Mel Gibson el 2006

Mel Gibson   (Peekskill, 3 de gener de 1956) és un actor, director, productor i guionista australo-estatunidenc. És conegut sobretot pels seus papers a la trilogia Mad Max, a la tetralogia Arma letal i per la pel·lícula Braveheart, la qual va produir, dirigir i protagonitzar. La Passió de Crist (The Passion of the Christ), film que va dirigir i produir, és un exemple de la seva ideologia, conservador i religiosa.

## Biografia
Mel Gibson va néixer a Peekskill (Nova York) el 3 de gener de 1956. És el sisè dels set fills de Hutton Gibson i d'Anne Reilly Gibson. La família Gibson s'instal·la a Austràlia el 1968 quan Mel té dotze anys. El pare acabava de guanyar un procés per un accident de treball contra el seu empresari i havia rebut 145.000 dòlars d'indemnització. Emigrar a Austràlia era un signe de protesta contra la guerra del Vietnam en un moment en què el gran dels Gibson s'arriscava a ser cridat pel seu servei militar. La seva àvia paterna, Eva Mylott, era una cantant d'òpera australiana. Tot això explica en part perquè el seu pare va voler marxar a Austràlia, la seva terra d'origen.

### Carrera professional
El 1977, Mel Gibson es diploma per l'institut nacional de les arts dramàtiques de Sydney. Pocs haguessin apostat que un marrec educat a Austràlia en el si d'una família amb pocs recursos esdevindria un dels actor millors pagats de la seva generació. Malgrat no tenir gaire talent per la interpretació, tenia al seu favor un parell d'ulls blaus cridaners que el van col·locar, gràcies a la intervenció providencial de la seva germana, en el plató de rodatge de Summer City. Ningú no se'n recorda ja d'aquest film però el director de Mad Max (George Miller) va veure en ell un diamant en brut que ja és tard perquè el poleixin. I així arriba el seu primer èxit cinematogràfic (1979), amb Mad Max, per la que cobrà 15.000 dòlars. Aquesta pel·lícula independent de baix pressupost, troba un èxit inesperat, amb uns ingressos de cent milions de dòlars. Mel Gibson fou llavors propulsat cap al rang d'estrella del cinema. Es van fer tres pel·lícules més del personatge de Mad Max.
Aquesta història postapocalíptica el va convertir en estrella de la nit al dia. Qui sap si Gibson li va trobar el gustet a això de fabular sobre l'extinció de civilitzacions perquè és evident que les pel·lícules que ha dirigit (a excepció de The Man without a face) parlen d'una forma o altra de la fi de diferents cultures. El cas més representatiu és Apocalypto. Després d'encarnar per segona vegada el guerrer venjatiu de Mad Max, Peter Weir el va acollir a L'any que vam viure perillosament, on l'actor va oferir la que probablement és la seva millor interpretació.
El 1984, Mel Gibson torna a fer el paper de Fletcher Christian a la pel·lícula The Bounty, on dona la rèplica a Anthony Hopkins. El 1987, la comèdia policíaca Arma letal (Lethal Weapon), on fa un tàndem de policies amb Danny Glover, és un enorme èxit internacional que el fa encara més popular. La saga d' Arma Letal en va fer tota una assegurança de vida a les taquilles i els productors el veien com la gallina dels ous d'or. Potser conscient que corria el risc d'encasellar-se com a actor va sorprendre amb Hamlet i, més endavant, va signar la seva òpera prima com a director. The Man without a face va ser concebuda com un projecte petit que poc o res tindria a veure amb la segona proposta darrere de les càmeres.
Després de pel·lícules d'aventures, policíaques o comèdies, s'orienta cap als clàssics reprenent el paper de Hamlet a Hamlet, l'honor de la venjança de Franco Zeffirelli, on és company d'actors com Ian Holm i Alan Bates. Gibson es llança també a la producció i la direcció. El 1995, guanya l'Oscar a la millor pel·lícula i l'Oscar al millor director per la pel·lícula Braveheart en la qual interpreta William Wallace, un independentista escocès. A Braveheart, Gibson exercia d'home orquestra perquè a més de dirigir-se ell mateix també es va encarregar del guió parcialment. Gibson, una espècie d' àlter ego de Martin Riggs, apareixia ple de sang, torturat i disposat a donar la seva vida i la d'uns quants més en favor de la llibertat.
Van haver de passar gairebé deu anys des de Braveheart perquè Gibson tornés a interessar-se per un projecte com a director. El seu retorn, però, no va passar desapercebut. Amb el títol La Passió de Crist el director australià va voler donar la seva particular visió del via crucis de Crist. El resultat, una rabiosa pol·lèmica que li va fer guanyar més de 500 milions de dòlars i l'enemistat de bona part dels jueus de mig món. Més endavant, el mateix Gibson s'ha encarregat de fer latent el seu antisemitisme amb unes declaracions poc afortunades, encara que després hagi demanat perdó per activa i per passiva.
La pel·lícula es va rodar en arameu, en hebreu i en llatí i va ser tanmateix un gran èxit comercial als Estats Units, sobretot entre els cristians evangèlics i els catòlics. La pel·lícula va ser nominada per l'Oscar i va rebre el premi del públic per a la millor obra dramàtica.
El 2006 estrenà Apocalypto. L'acció se situa just abans de la conquesta espanyola d'Amèrica del Sud. El tema central és el declivi de l'imperi maia. Apocalypto tampoc és tan diferent de Braveheart. Les vicissituds d'un home senzill que es resisteix a sotmetre's al seu destí i que lluita perquè la civilització que coneix no desaparegui.

### Vida familiar i religiosa
Mel Gibson es va casar amb Robyn Moore el 7 de juny de 1980, a la ciutat de Forestville, a Nova Gal·les del Sud. La parella té set fills (una noia i sis nois). La seva dona és anglicana.
A partir de la direcció d' Apocalypto, Mel Gibson va fer donació de diversos milers de dòlars per construir cases als habitants de la regió de Yucatan afectats per inundacions. Finançà també la construcció d'una església que pot acollir 400 persones amb un donatiu de 37 milions de dòlars en els pujols de Malibú. D'altra banda, Gibson és el propietari de la companyia que efectuarà aquests treballs. Cada matí es fan misses segons el ritu tridentí.

## Opinions polítiques
Intolerant, ultraconservador, antipàtic i alcohòlic en sempiterna rehabilitació. Masclista, desordenat, antisemita, caòtic i fins i tot sorprenent. Mel Gibson s'ha guanyat a pols tots aquests qualificatius i molts altres. Però sigui com sigui aquest rara avís de l'univers hollywoodià aconsegueix que les seves pel·lícules rebentin taquilles i que estiguin en boca de tothom. Potser el millor actiu d'un personatge que mai va destacar per la seva qualitat interpretativa ni per la seva perícia darrere la càmera sigui la seva extraordinària capacitat per l'escàndol.
Mel Gibson, en definitiva, sap com esprémer els rendiments de la seva innegable capacitat per generar odis i diversitat d'opinions. És capaç de treure un sucós profit d'un producte que milions de persones compren independentment de la seva qualitat artística i moguts per una curiositat morbosa que és perfectament lícita i comprensible.
Mel Gibson mai no s'ha identificat públicament amb el Partit Republicà dels Estats Units malgrat afirmacions contràries en diaris com el Washington Times o el lloc web WorldNetDaily. Havia de produir la pel·lícula de Michael Moore, Fahrenheit 9/11, però finalment va cedir els seus drets a Miramax Films. Moore havia afirmat llavors que els republicans havien intimidat Mel Gibson. El 1995, en una entrevista a Playboy, Gibson criticava el president Bill Clinton en qui veia un oportunista de baix nivell.
Encara que ha passat una gran part de la seva vida a Austràlia, no posseeix la nacionalitat australiana. Per contra, posseeix a la vegada la nacionalitat estatunidenca i la nacionalitat irlandesa, atès que la seva mare era irlandesa.

## Filmografia

### Actor
- 1976: The Sullivans, de Pino Amenta i Graeme Arthur (Telesèrie)
- 1977: I Never Promised you a Rose Garden, d'Anthony Page
- 1977: Summer City, de Christopher Fraser
- 1979: Mad Max, de George Miller
- 1979: Tim, de Michael Pate
- 1980: The Chain Reaction de Michael Pate
- 1981: Punishment, de Julian Pringle (sèrie TV)
- 1981: Gal·lípoli, de Peter Weir
- 1981: Mad Max 2, el guerrer de la carretera (Mad Max 2: The Road Warrior), de George Miller
- 1982: Els homes Z (Attack Force Z), de Tim Burstall i Jing Ao Hsing
- 1982: L'any que vam viure perillosament (The Year of Living Dangerously), de Peter Weir
- 1984: Motí a bord (The Bounty), de Roger Donaldson
- 1984: The River, de Mark Rydell
- 1984: Mrs Soffel, de Gillian Armstrong
- 1985: Mad Max i la cúpula del tro (Mad Max Beyond Thunderdome), de George Miller i George Ogilvie
- 1987: Arma letal (Lethal Weapon), de Richard Donner
- 1988: Connexió tequila (Tequila Sunrise), de Robert Towne
- 1989: Arma letal 2 (Lethal Weapon 2), de Richard Donner
- 1990: Bird on a Wire , de John Badham
- 1990: Air America, de Roger Spottiswoode
- 1990: Hamlet, l'honor de la venjança (Hamlet), de Franco Zeffirelli
- 1992: Lethal Weapon 3, de Richard Donner
- 1992: Earth and the American Dream, de Bill Couturié
- 1992: Eternament jove (Forever Young), de Steve Miner
- 1993: The Man without a Face, de Mel Gibson
- 1993: The Chili Con Carne Club, de Jonathan Kahn (curt-metratge de 21 minuts)
- 1994: Maverick, de Richard Donner
- 1995: Braveheart, de Mel Gibson
- 1995: Pocahontas, de Mike Gabriel i Eric Goldberg
- 1996: Rescat (Ransom), de Ron Howard
- 1997: Un bon embolic (Fathers' Day), d'Ivan Reitman
- 1997: Conspiració (Conspiracy Theory), de Richard Donner
- 1998: Arma letal 4 (Lethal Weapon 4), de Richard Donner
- 1999: Payback, de Brian Helgeland
- 2000: The Million Dollar Hotel, de Wim Wenders
- 2000: Chicken Run, evasió a la granja (Chicken Run), de Peter Lord i Nick Park
- 2000: El patriot (The Patriot), de Roland Emmerich
- 2000: What Women Want, de Nancy Meyers
- 2002: We Were Soldiers, de Randall Wallace
- 2002: Signs, de M. Night Shyamalan
- 2003: El detectiu cantant (The Singing Detective), de Keith Gordon
- 2004: Paparazzi, de Paul Abascal
- 2006: Under and Alone, de Antoine Fuqua
- 2007: Sam and George, de Richard Donner
- 2010: Edge of Darkness (Lethal Weapon 5), de Martin Campbell
- 2010: The Beaver, de Jodi Foster
- 2012: Vacances a l'infern, d'Adrian Grunberg
- 2013: Machete Kills, de Robert Rodriguez
- 2014: The Expendables 3, de Patrick Hughes
- 2016: Blood Father, de Jean-François Richet
- 2017: Daddy's Home 2, de Sean Anders
- 2017: Dragged Across Concrete, de Steven Craig Zahler
- 2019: The Professor and the Madman, de Farhad Safinia
- 2020: La força de la naturalesa, de Michael Polish
- 2021: Fatman, de Eshom Nelms i Ian Nelms
- 2021: Boss Level, de Joe Carnahan
- 2021: Dangerous, de David Hackl
- 2022: Father Stu, de Rosalind Ross

### Productor
- 1992: Eternament jove (Forever Young),, de Steve Miner
- 1995: Braveheart, de Mel Gibson
- 2000: The Three Stooges, de James Frawley (TV)
- 2001: Invincible, de Jefery Levy (TV)
- 2003: Family curse, de Dan Angel i Billy Brown (TV)
- 2003: El detectiu cantant (The Singing Detective), de Keith Gordon
- 2004: The Passion of the Christ, de Mel Gibson
- 2004: Evel Knievel, de John Badham (TV)
- 2004: Paparazzi, de Paul Abascal
- 2004: Complete Savages, de Paul Abascal i Mel Gibson (TV)
- 2004: Clubhouse, de Steve Gomer, Gavin O'Connor i Oz Scott (TV)
- 2006: Warrior, de Gavin O'Connor
- 2006: Under and alone, d'Antoine Fuqua
- 2007: Sam and George, de Richard Donner

### Director
- 1993: The Man without a face
- 1995: Braveheart
- 2004: The Passion of the Christ (també com a guionista)
- 2004: Completes Savages, co-dirigida amb Paul Abascal (TV)
- 2006: Apocalypto
- 2016: Hacksaw Ridge

## Premis i nominacions

### Oscar
| Any  | Categoria                    | Pel·lícula | Resultat  |
| ---- | ---------------------------- | ---------- | --------- |
| 1995 | Oscar al millor director     | Braveheart | Guanyador |
| 1995 | Oscar a la millor pel·lícula | Braveheart | Guanyador |

### Globus d'Or
| Any  | Categoria                                   | Pel·lícula      | Resultat  |
| ---- | ------------------------------------------- | --------------- | --------- |
| 1996 | Globus d'Or al millor director              | Braveheart      | Guanyador |
| 1997 | Globus d'Or al millor actor dramàtic        | Rescat          | Nominat   |
| 2001 | Globus d'Or al millor actor musical o còmic | What Women Want | Nominat   |